# Episodi di Florence Larrieu: Le juge est une femme
La serie televisiva francese Florence Larrieu: Le juge est une femme è composta da 17 episodi trasmessi da TF1 tra il 1993 e il 2002.
In Italia la serie è inedita.
| Stagione    | Titolo originale      | Prima TV Francia  |
| ----------- | --------------------- | ----------------- |
| Film pilota | Aux marches du palais | 11 novembre 1993  |
| 1           | Danse avec la mort    | 16 giugno 1994    |
| 1           | Le secret de Marion   | 16 marzo 1995     |
| 2           | Dérive mortelle       | 4 maggio 1995     |
| 2           | La fille aînée        | 12 settembre 1995 |
| 3           | L'enfant de l'absente | 18 gennaio 1996   |
| 3           | Drôle de jeu          | 12 giugno 1997    |
| 4           | Le rachat             | 8 ottobre 1998    |
| 4           | L'usine du Père Noël  | 1º gennaio 1999   |
| 4           | Excès de pouvoir      | 8 aprile 1999     |
| 5           | La face cachée        | 23 settembre 1999 |
| 5           | Suspectes             | 3 aprile 2000     |
| 6           | Bon pour accord       | 2 ottobre 2000    |
| 6           | Cadeau d'entreprise   | 6 novembre 2000   |
| 7           | Coeur solitaire       | 15 ottobre 2001   |
| 7           | Les délices du palais | 4 marzo 2002      |
| 7           | L'ami d'enfance       | 13 maggio 2002    |